# Patricia Marroquín

## Tiểu sử
Sinh ra với tên Hilda Patricia Marroquín Argueta, cô đã học tại Colegio Com thương Guatemalaalteco và Đại học de San Carlos de Guatemala. Cô kết hôn với diễn viên hài Jimmy Morales vào năm 1989. Hai vợ chồng có ba đứa con. Năm 2014, cô làm việc trong Bộ Y tế và Hỗ trợ công cộng.
Marroquín trở thành Đệ nhất phu nhân Guatemala vào tháng 1 năm 2016. Cô đã tập trung vào các vấn đề chăm sóc sức khỏe và xã hội, cũng như các dự án tập trung vào trẻ em và thanh thiếu niên. Cô đã duy trì một vóc dáng vừa phải và không xuất hiện công khai thường xuyên. Cô đi cùng Tổng thống Morales tới một số chuyến thăm cấp nhà nước: Israel, cô đã gặp Nechama Rivlin và Sara Netanyahu; Pháp, đã gặp Tổng thống Pháp Emmanuel Macron và Brigitte Macron. Bà là người vợ đầu tiên của một nguyên thủ quốc gia Mỹ Latinh đến Cung điện Elysee trong nhiệm kỳ tổng thống của Emmanuel Macron  và Hoa Kỳ, với Tổng thống Morales tham dự một bữa tiệc do Tổng thống Donald Trump và Đệ nhất phu nhân Melania Trump tổ chức.